# Ceratonieae
Ceratonieae,  tribus drveća i grmova iz porodice mahunarki smješten u potporodicu Caesalpinioideae. Sastoji se od 4 roda sa ukupno 6 vrsta.
Od 4 roda, tri su raširena po Starom svijetu, i jedan sa Hispaniole.

## Rodovi
1. Arcoa Urb. (1 sp.)
2. Tetrapterocarpon Humbert (2 spp.)
3. Acrocarpus Wight ex Arn. (1 sp.)
4. Ceratonia L. (2 spp.)